# Thunderking
Thunderking, ibland skrivet som Thunder King och på internetforum ibland förkortat TK:s, var en typ av fyrverkeripjäs som ursprungligen kom från Kina. Den är sedan 1 februari 1997 förbjuden i Sverige.

## Effekt
Thunderking var en typ av airbomb och bestod av ett ensamt rör på en plastfot. Inuti fylldes bottnen med svartkrut tillräckligt för att slunga iväg skottet vid antändning. Själva skottet är det intressanta i pjäsen och bestod av en cylinderformad papphylsa som var pluggad i övre delen. I den nedre delen som exponerades för svartkrutet, och som antändes vid ivägslungning, fanns ett pulver som lyste grönt vid uppstigandet av skottet. En stubin mynnade in genom en plugg och in till den flashbaserade tändsatsen som sägs ha legat på 4 gram. På utsidan fanns en stubin som ledde in till ett hål en liten bit ovanför plastfoten och in till svartkrutet i pjäsen.
Detta resulterade i ett skott som sköts upp med en grön svans och exploderade på 20–25 meters höjd i en jättehög knall.
Skotten kom i lådor, försedda med plastfilm runt om, med 1x6 stycken i.

## Namngivning
Originalpjäsen var svart och hade vit text som löd "THUNDERKING FIREWORK" följt av kinesiska tecken.

## Förbudet
1997 förbjöds pjäsen i Sverige efter klagomål av hundägare och anti-smällarekampanjer. Liknande pjäser gick dock att finna i några år därefter, med viss modifikation och som inte smällde lika högt. Detta suddades ut 1 januari 2003 efter att man förbjudit den klassiska smällaren.

## Efterspelet
Fyrverkeriföretaget Krevad sålde efter förbudet så kallade airbombs, som hade en blå utsida, men med samma syfte som thunderking, dvs att smälla, men med skillnaden att de gick bakom lagen eftersom man påstod att pjäsen utsände ljus. Något som stämde, men inte mer ljus än ljuset från den flashbaserade knallsatsen i thunderkingen. Detta kryphål gjorde att dessa fick fortsätta säljas till Krevad la ner sitt företag 2009. Denna pjäs hade, till skillnad från thunderkingsen, ingen grön svans vid uppskjutet och knallsatsens massa var mindre.
Att thunderkingsen var populära råder det ingen tvekan om och några år efter förbudet började Fyrverkerimästarna/Hanssons Fyrverkerier saluföra "Thunderkings" men med lite modifikation i texten till "KING OF THUNDER". Tidigare också "THUNDER KING", men ett namnbyte har skett, antagligen på grund av påtryckningar då folk ofta förväxlar denna pjäs med originalet. Dessa såg exakt ut som de gamla, både på själva pjäsen och lådan de såldes i. Produkten är dock inte densamma. Skottet har förvisso den klassiska gröna kometen vid uppskjutet och skottet smäller, men innehåller stjärnor, även om dessa är få i jämförelse med en generell airbomb.